# Gleichenia inclusisora
Gleichenia inclusisora är en ormbunkeart som beskrevs av Perrie, L. D. Sheph. och Brownsey. Gleichenia inclusisora ingår i släktet Gleichenia och familjen Gleicheniaceae. Inga underarter finns listade.